# Xã Kirwin, Quận Phillips, Kansas
Xã Kirwin (tiếng Anh: Kirwin Township) là một xã thuộc quận Phillips, tiểu bang Kansas, Hoa Kỳ. Năm 2010, dân số của xã này là 234 người.